# Приключения майора Звягина
«Приключе́ния майо́ра Звя́гина» — роман Михаила Веллера. Впервые выпущен в 1991 году издательством «Периодика» тиражом 100 000 экземпляров. Совокупный тираж составляет около одного миллиона экземпляров.
В книге описываются эпизоды из жизни моралиста, циника, гуманиста и идеального героя «по Веллеру» — майора Звягина.

## Переиздания
Он многократно переиздавался различными издательствами:
- В 1995 году переиздан Издательским домом «Нева» тиражом 10 000 экземпляров.
- В 1997 году переиздан издательством «Объединённый капитал» тиражом 40 000 экземпляров.
- С 2003 года выпускается издательствами «Фолио» и АСТ, многократно выпустившими тиражи по 7 000 и 10 000 экземпляров[3].

## Содержание
- Вместо пролога. Своя рука — владыка
- Глава 1. Нить жизни
- Глава 2. Что такое не везёт и как с ним бороться
- Глава 3. Некрасивая
- Глава 4. Игра в императора
- Глава 5. Вытрезвитель
- Глава 6. Вольному воля
- Глава 7. Детектив
- Глава 8. Живы будем — не помрём
- Глава 9. Любит — не любит
- Ещё не эпилог. Вечные вопросы

## Критика
Роман получил и продолжает получать на протяжении уже почти трёх десятилетий многочисленную, очень противоречивую критику — от восторженной  до уничижительной:

Веллеровские «Приключения майора Звягина» — эта книга абсолютно на грани фола. Там утверждаются такие вещи, что если человек в них поверит всерьез, я не поручусь ни за его будущее, ни за его окружающих. Но меня она в своё время очень здорово взорвала. После этой книги я, действительно, могу сказать, да, я стал другим человеком.— Дмитрий Быков

«Майор Звягин», вполне по профессору Преображенскому, под завязку набит рекомендациями космического масштаба и космической же глупости.— Александр Кузьменков